# 第7機甲旅団 (イスラエル国防軍)
第7機甲旅団（ヘブライ語: 7 חטיבה (Hativa 7)英語: 7th Armord Brigade）とは、イスラエル国防軍の機甲旅団のひとつ。
通称「ゴランからの嵐」（サール・ミー・ゴラン、ヘブライ語: עוצבת סער מגולן(Saar me Golan)）。
四度にわたる中東戦争にことごとく参加し、第188機甲旅団とともにイスラエル軍の中でも精鋭部隊として名高い。北部方面軍、第36機甲師団所属の部隊としてゴラン高原の防衛を担当している。2014年からメルカバMk.IVを装備。
なお、"7 חטיבה"は直訳すると「第7旅団」となるが、慣例に従い文中では部隊名を「第7機甲旅団」とし、歩兵部隊だった第一次中東戦争期などの場合に「第7旅団」の名称を用いる。

## 歴史

### 第一次中東戦争

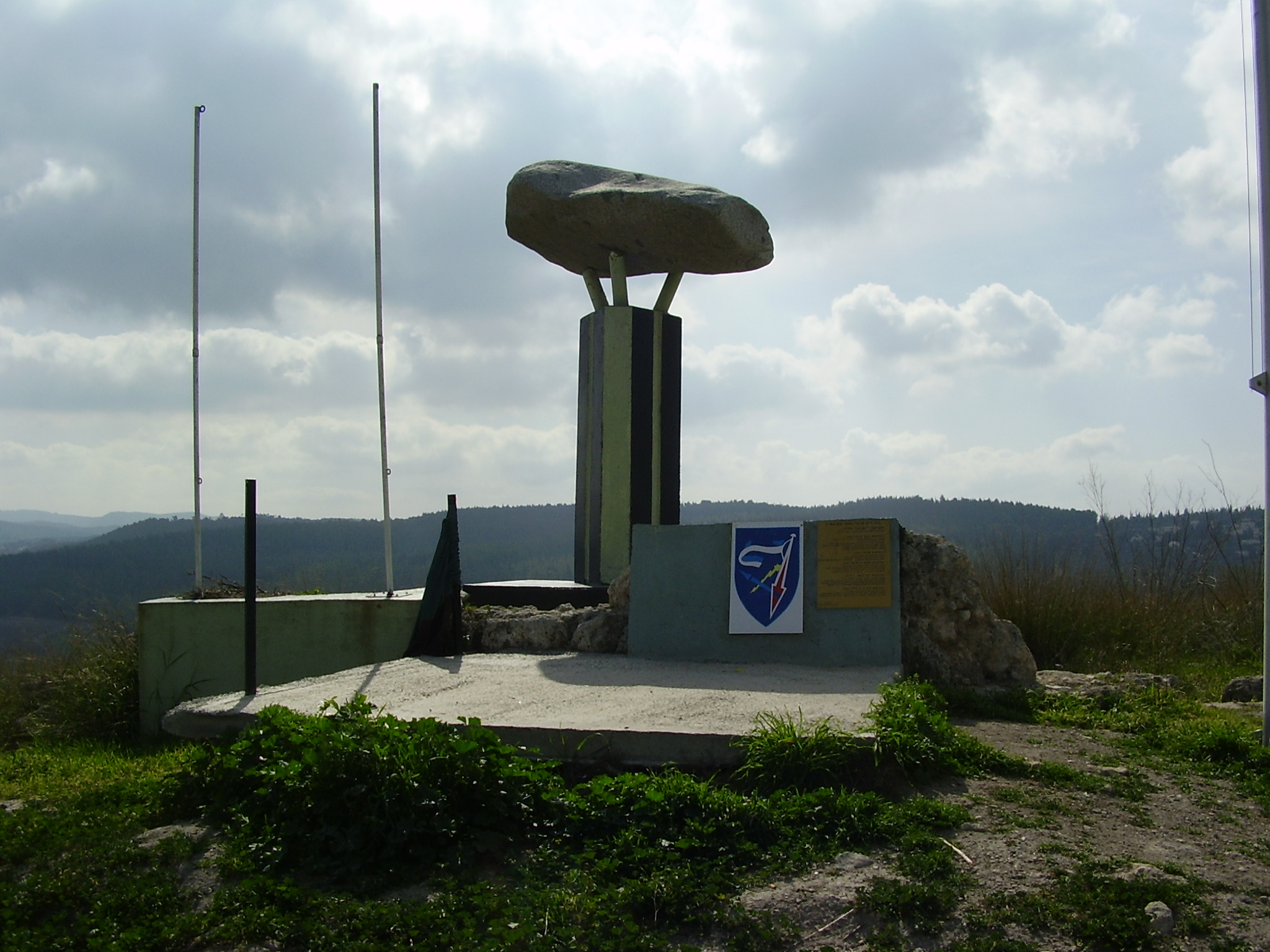
ラトルンに残る第7機甲旅団の記念碑。ラトルンが攻略された第三次中東戦争後に作られた。

第7旅団は第一次中東戦争の際、1948年5月14日のイスラエル独立宣言直後の5月16日に、イスラエル国防軍7番目の旅団として編成された。初代指揮官はシュロモ・シャミールである。歩兵部隊としてイェフダ・ウェーバー指揮の第71大隊、ツビ・ホロヴィッツ指揮の第72大隊、イギリス軍や海外の有志、新しい移民やパルマッハの兵士らがかき集めてきた雑多な車輛（ジープ、ハーフトラック、サンドイッチ装甲車など）からなる機械化歩兵としてハイム・ラシュコフ指揮の第73大隊（のち第79大隊に改称）からなった。

#### ラトルン攻防戦
第7旅団は5月24～25日、ヨルダン軍が占領していたテルアビブ～エルサレム間の要衝、ラトルンの攻略作戦（ビンヌン・アレフ作戦）に投入された。この際アレクサンドロニ旅団に所属するツビ・ヘルマン指揮の第32大隊が配属されたが、ラトルンの攻略に失敗し、ヨルダン軍が戦死5名、負傷6名であったのに対して、第7旅団は戦死72名（52名が第32大隊所属、20名が第72大隊所属）、捕虜6名、負傷140名の損害を出した（なお第32大隊の小隊長にはアリエル・シャロンがいて、彼自身も腹部に被弾している）。
5月30～31日、第7旅団はギヴァティ旅団所属第52大隊の増援を得て再び攻略を試みた（ビンヌン・ベート作戦）が、またもや失敗した。結局ラトルンは第一次中東戦争中ヨルダン軍が維持し続け、イスラエル軍は「ビルマ・ロード」と呼ばれる迂回路を作ることになる。

#### 北部での活動
1948年6月、第7旅団は北部戦線に転戦、エイン・シェメールにおいて再編成を行った。 1948年7月にはシャミールに代わってカナダからの義勇兵（マハル）であるベン・ダンケルマンが旅団長の地位を引き継いだ。7月9～19日にはデケル作戦というガリラヤ地方での攻勢作戦に参加している。10月29～31日には北ガリラヤ・レバノン南部の攻勢作戦、ハイラム作戦に参加した。
戦後の部隊再編の際、第7旅団は第8機甲旅団と統合され、前者の名前が引き続き使われることとなった（第8機甲旅団ものちに再編成されている）。このとき、第一次中東戦争中のイスラエル軍唯一の戦車部隊であった第8機甲旅団第82大隊は一時期第12"ネゲヴ"旅団の指揮下に移ったが、その後程なくネゲヴ旅団も解隊されたため、第7旅団の指揮下となった。

### 第二次中東戦争

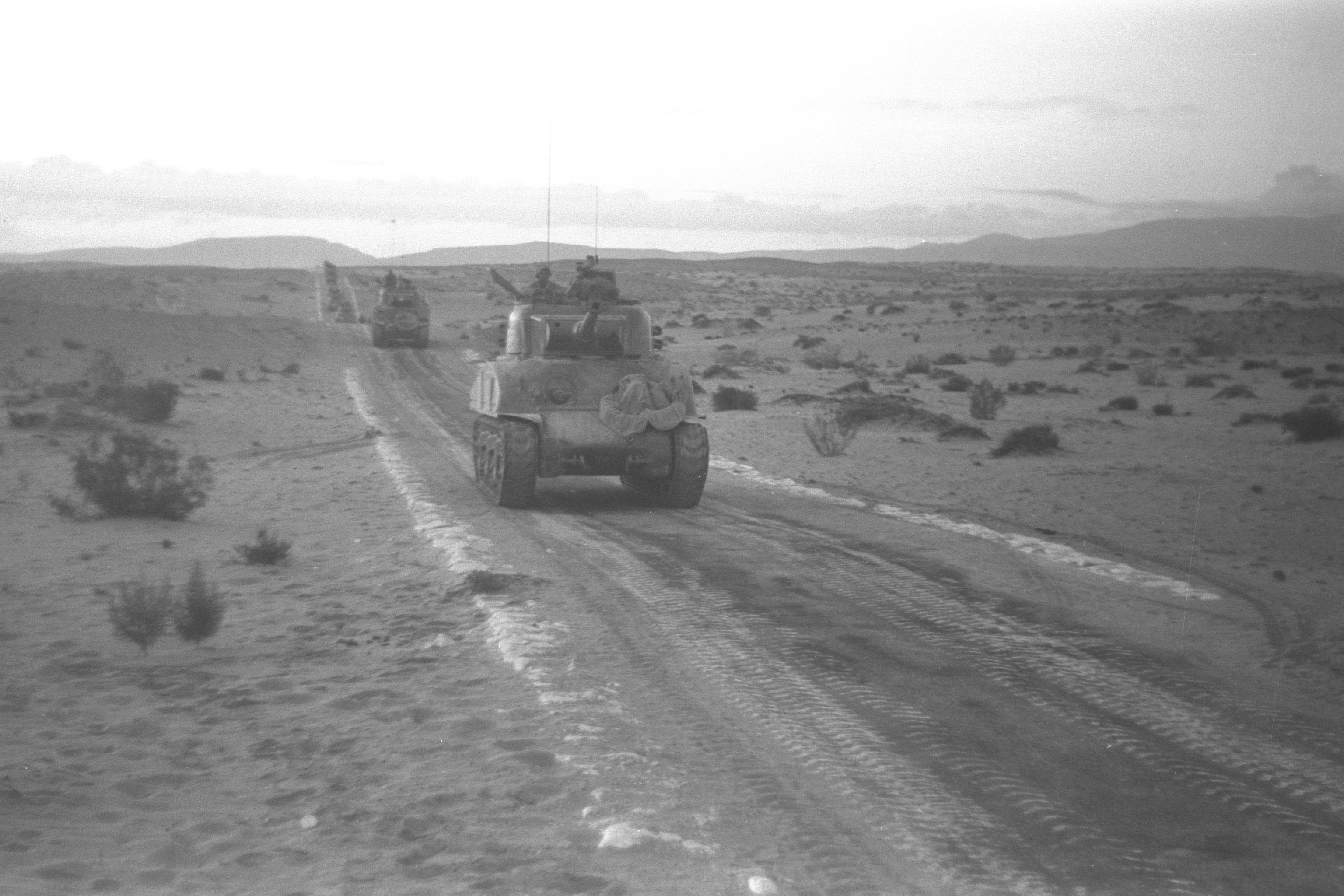
アブ・アゲイラ周辺を進撃する75mm砲CN-75-50搭載のM50スーパーシャーマン。

第一次中東戦争後、第7旅団内に最初の戦車部隊が編成され、機甲戦術のドクトリンに沿った部隊の編成がすすめられた。1954年1月1日、旅団は解体され、機甲科の直轄部隊となったが、1955年10月末までには機甲旅団として再編成された（以下「第7機甲旅団」の名称を用いることとする）。
1957年10月の第二次中東戦争ではウーリ・ベンアリ大佐指揮のもと、3個戦車大隊のほか、第16歩兵旅団から第61歩兵大隊（オフェル・サソン少佐指揮）で増強されていた。当時のイスラエル軍には第一次中東戦争での経験から「戦車は歩兵の支援兵器」という考えが参謀総長モシェ・ダヤン中将をはじめとして広まっていたため、第7機甲旅団も最初は予備部隊として後方に配置されたが、ベンアリは（独断で）エジプト軍が強固な防御陣地を構築していたアブ・アゲイラを側面から攻撃、陥落させた。この戦闘の結果、イスラエル軍は機動性をもった兵器へと戦車に対する考えを改めたと言われている。第82戦車大隊A中隊長のモシェ・バー・コビバ（のち機甲総監）と同大隊の中隊長であったシュムエル・ゴネン（下部参照）はこの戦闘での功績により、イスラエルで二番目の勲章である勇気記章 (Medal of Courage)を授与された。

### 第三次中東戦争
1967年の第三次中東戦争（六日戦争）の際、第7機甲旅団はシュムエル・ゴネン大佐指揮のもとシナイ方面での戦闘に参加した。第7機甲旅団はガザ地区を突破したのちハーン・ユニス、ラファ市街を通ってスエズ運河を目指した。ラファを占領すると西に転針してhatching array Sheikh Zuweid and beyond Hg'iradi night エル・アリシュに到達した。戦闘終結後、ゴネンは「我が栄光ある兄弟諸君、」という言葉に続いて次のような言葉を残した。

### 第四次中東戦争

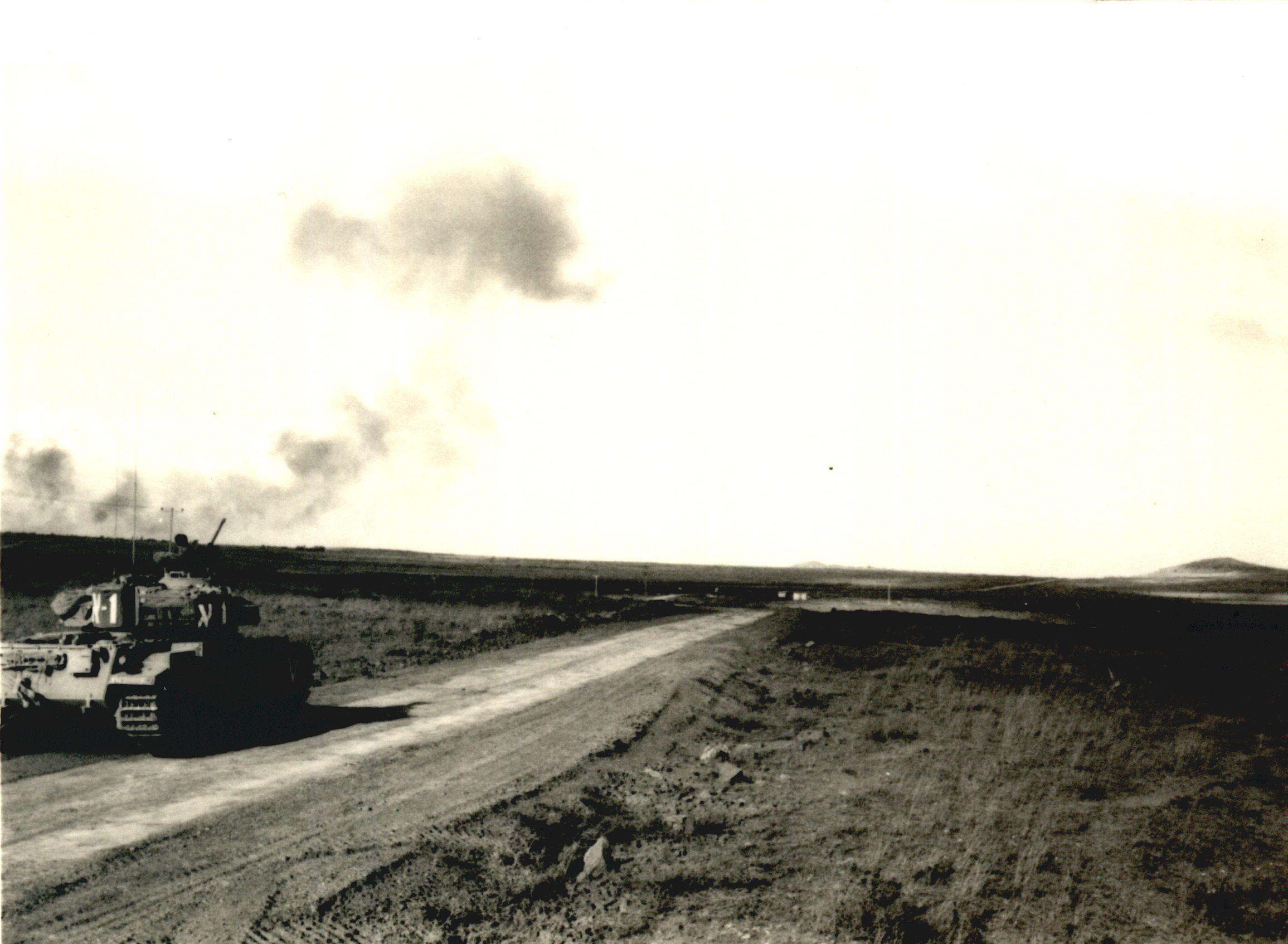
「涙の谷」周辺で行動する第77戦車大隊のセンチュリオン「ショット・カル」戦車。

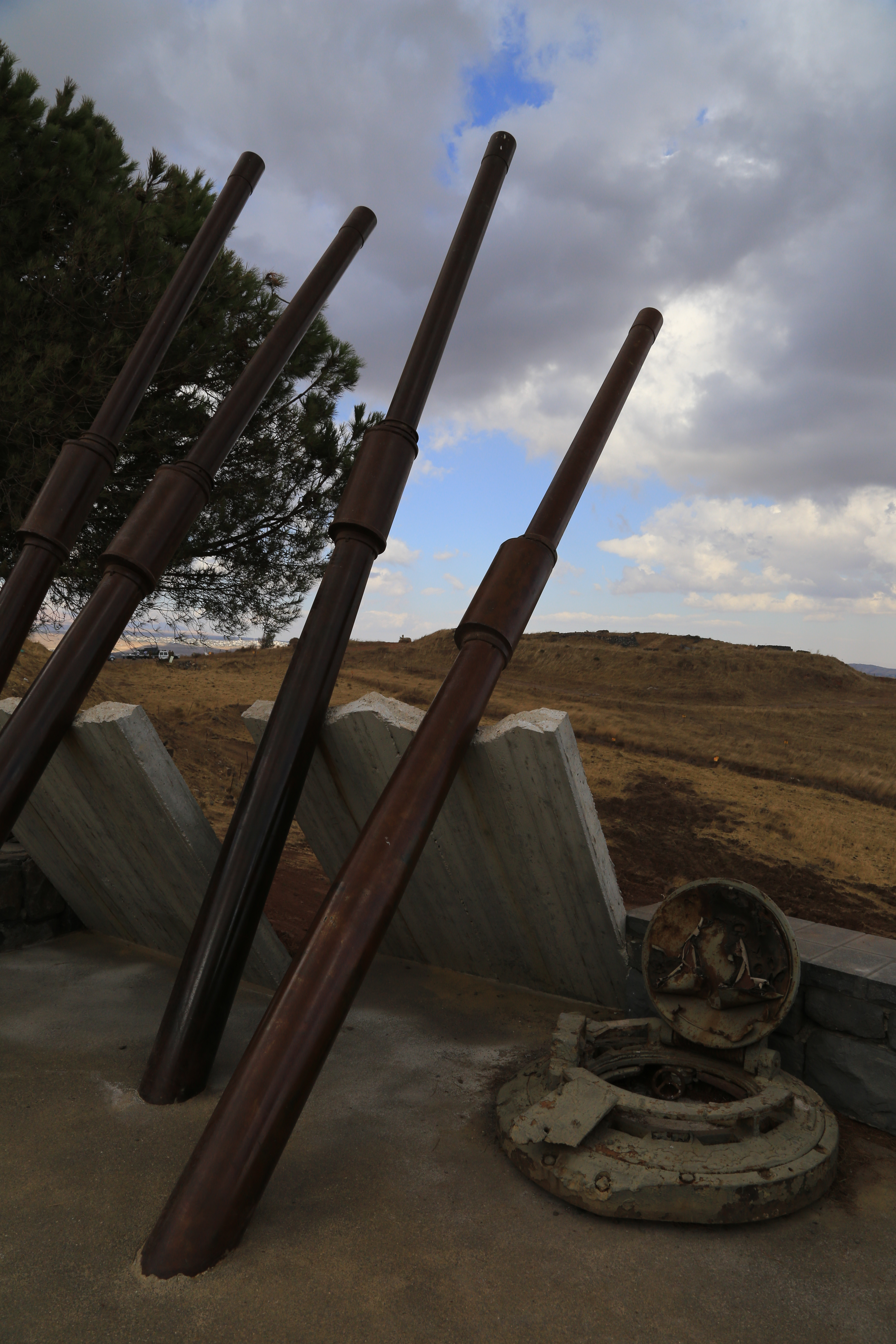
「涙の谷」に記念碑として残る、ショット戦車の105mm戦車砲とキューポラ。

第77戦車大隊がゴラン高原に派遣され、のちに旅団主力も派遣され、ゴラン高原に駐屯する師団である第36機甲師団に配属された。10月6日から第四次中東戦争が始まり、第7機甲旅団はゴラン高原北部の防衛を担当した。第7機甲旅団は約3日間、昼夜にわたってシリア軍の第7歩兵師団、アサド親衛機甲旅団、第3機甲師団（一部）と戦い、10月9日には稼働戦車が7輌にまで低下したが増援部隊を得てシリア軍を撃退することに成功した。以降第7機甲旅団が担当したゴラン高原北部の地域は「涙の谷」と呼ばれている。10月11日からはシリア領逆侵攻作戦の先鋒を担い、ヘルモン山麓の街、マジダル・シャムスを占領している。なお第77戦車大隊長のアビグドール・カハラニ中佐はイスラエル最高位の勲章である武勇記章を授与されている（第四次中東戦争でこの勲章を授与されたのはカハラニを含めて8名）。

### 第一次レバノン戦争
第7機甲旅団は当時最新鋭のメルカバMk.I戦車を装備し、1982年のレバノン侵攻作戦に参加した。

## 編制

### 現在の編成

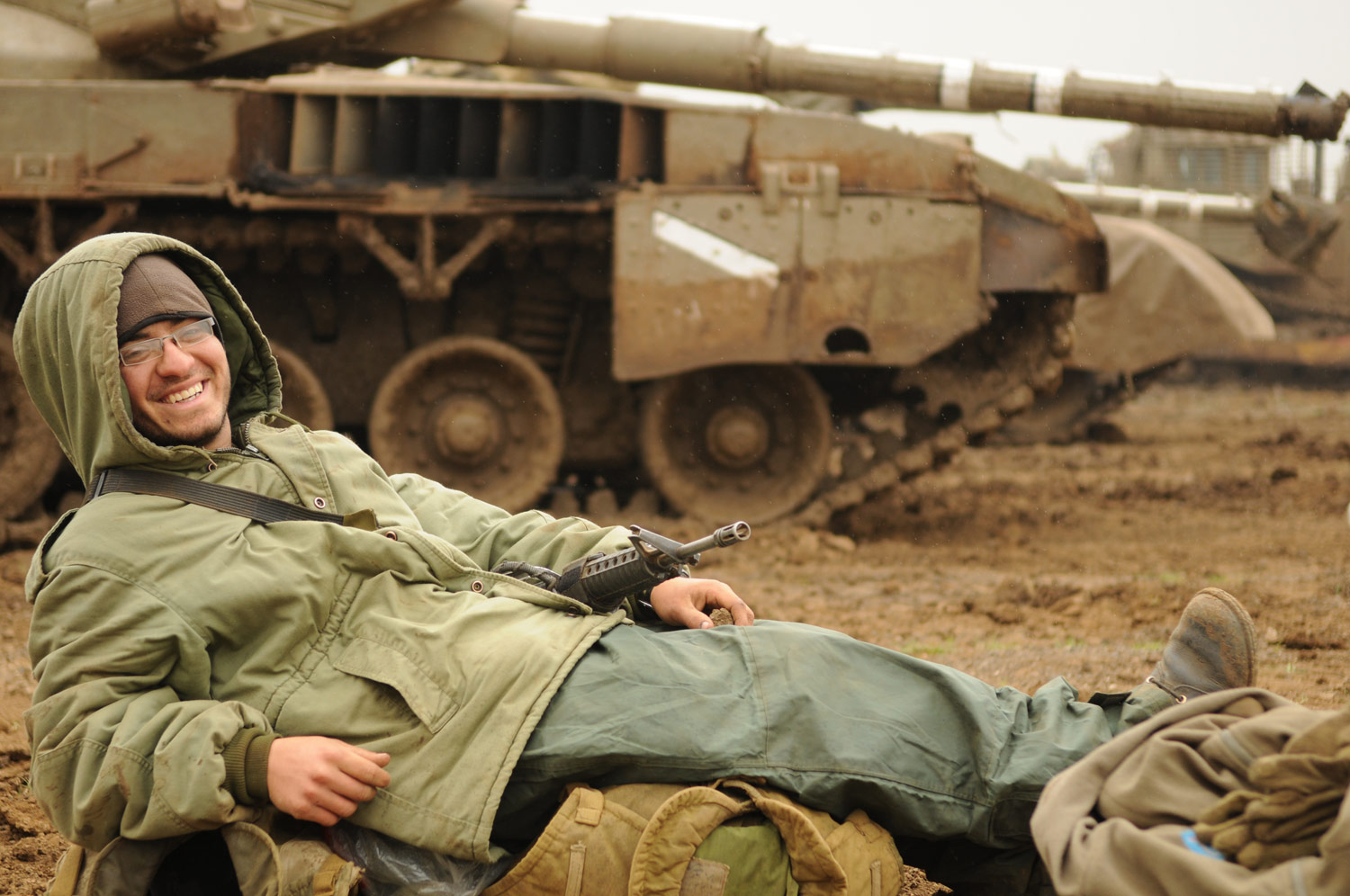
演習後、メルカバMk.IIの前で休息する第7機甲旅団の兵士。

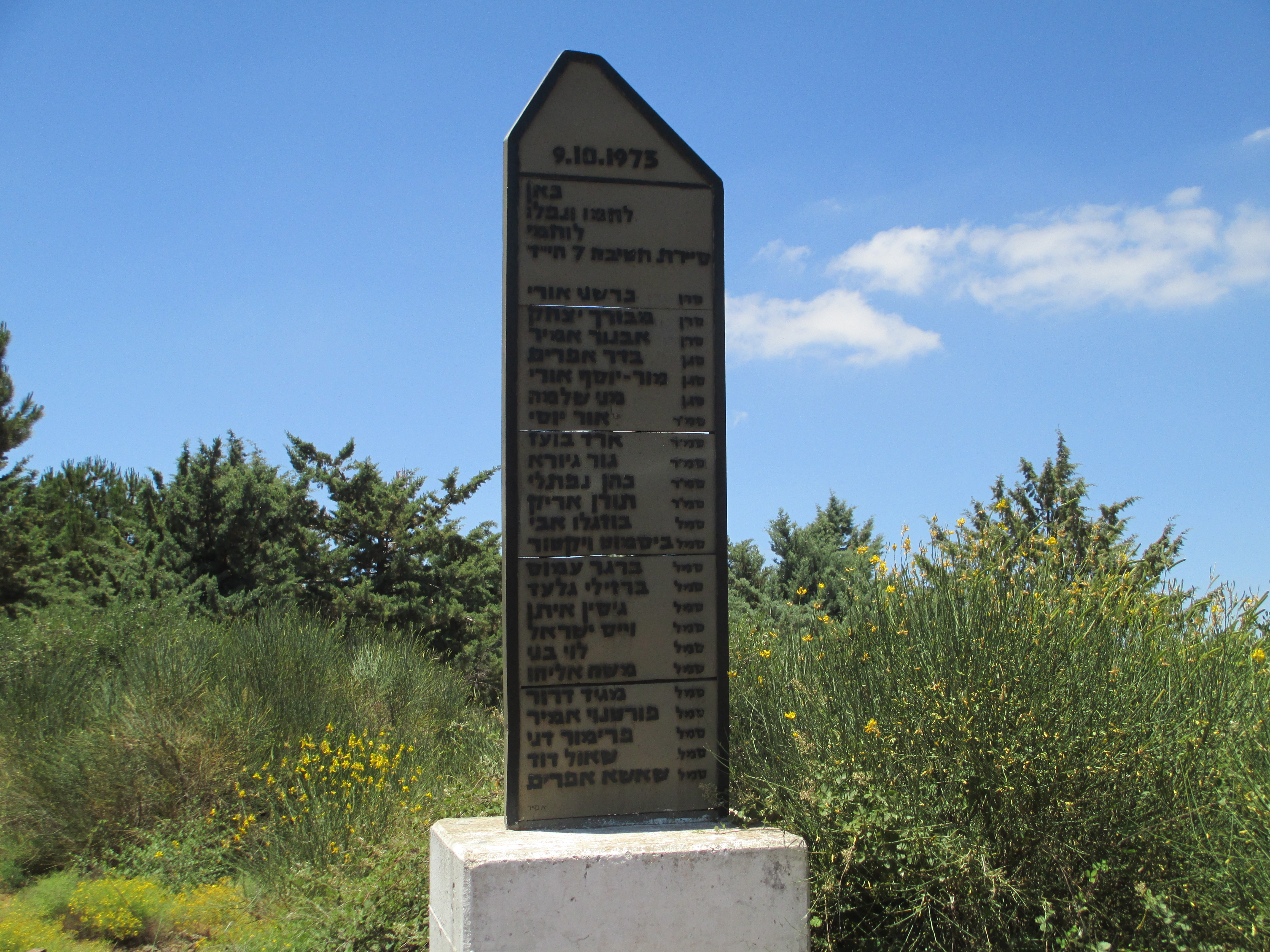
ゴラン高原にある偵察中隊"PALSAR 7"の記念碑。

- 第75戦車大隊『ロマク（槍）』(ヘブライ語: Romach,רומח)
- 第77戦車大隊『オズ（勇気）』(ヘブライ語: Oz,עֹז)
- 第82戦車大隊『ガアシュ（火山）』(ヘブライ語: Gaash,געש)
- 第603戦闘工兵大隊『ラハブ（剣）』(ヘブライ語: Lahav,להב)
- 第356偵察中隊（PALSAR 7、あるいはサイェレット7としても知られる。PALSARは"Plugat Siur" (偵察中隊)の略。[1]）
- 第353信号中隊『ハニト（投擲槍）』(ヘブライ語: Hanit,חנית)

### 第二次中東戦争時の編制
- 旅団長 - ウーリ・ベンアリ大佐
  - 第82戦車大隊 - アブラハム・アダン中佐
  - 第52戦車大隊 - ウリ・ロム（ヘブライ語版）中佐
  - 第9戦車大隊 - イスラエル・ハダール中佐
  - 第61歩兵大隊（第16歩兵旅団より配属） - オフェル・サソン少佐

### 第三次中東戦争時の編制
- 旅団長 - シュムエル・ゴネン大佐
  - 第82戦車大隊（ショット戦車装備） - ガブリエル・アミール中佐
  - 第79戦車大隊（マガフ戦車装備） - エフード・エラッド中佐（戦死したためのちハイム・エレツ少佐が指揮）
  - 第9歩兵大隊 -

### 第四次中東戦争時の編制
一部第188機甲旅団の部隊を編入している。
- 旅団長 - アビグドール・ベン＝ガル（英語版）大佐
  - 第71戦車大隊（戦車教導隊の要員を編入） - メナヘム・ラッテス（ヘブライ語版）中佐
  - 第74戦車大隊 （第188機甲旅団より編入）- ヤイル・ナフシ（ヘブライ語版）中佐
  - 第77戦車大隊「オズ」 - アビグドール・カハラニ（英語版）中佐
  - 第75機械化歩兵大隊「ロマク」 - ヨス・エルダール中佐
  - 第82戦車大隊「ガアシュ」 - アモス・カッツ中佐

## 所属部隊

### 第75戦車大隊

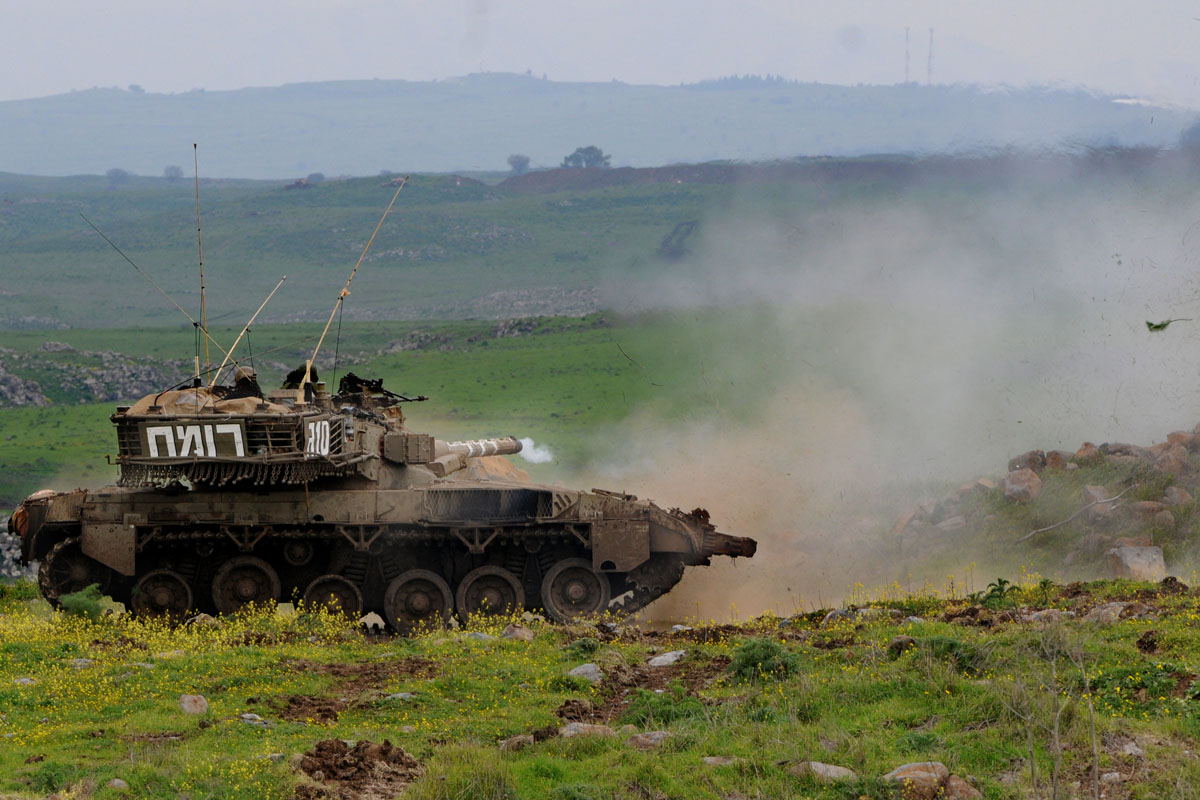
射撃演習を行うメルカバMk.II。砲塔後部のキャンバスに「ロマク」(רומח)と書かれているので第75戦車大隊の所属車両と思われる。2012年2月28日。

第75大隊「ロマク」は1971年に1個歩兵中隊と1個偵察中隊を擁する部隊として設立された。
第四次中東戦争のときには戦車部隊が増強され、ヨス・エルダール中佐指揮のもと「涙の谷」やシリア領での作戦に参加した。
第一次レバノン戦争の際には先鋒部隊として参加し、配属されていたゴラニ旅団の兵士3名が戦死、戦車7輌が損傷したが、シリア軍のT-62戦車を14輌撃破した。大隊長のツブ・レヴィ中佐は師団長より勲章を授与された。
第二次レバノン戦争の際、ダン・ニューマン中佐（現旅団長）指揮のもと戦闘に参加した。レバノン西部で行動し多数の戦闘を行ったが、死傷者ゼロで任務を完了した。
2014年10月末、装備をメルカバMk.IVに更新し、これをもって第7機甲旅団が運用する戦車がすべてメルカバの最新型であるメルカバMk.IVとなった。
ゴラン南部、ガムラに大隊本部がある。

### 第77戦車大隊

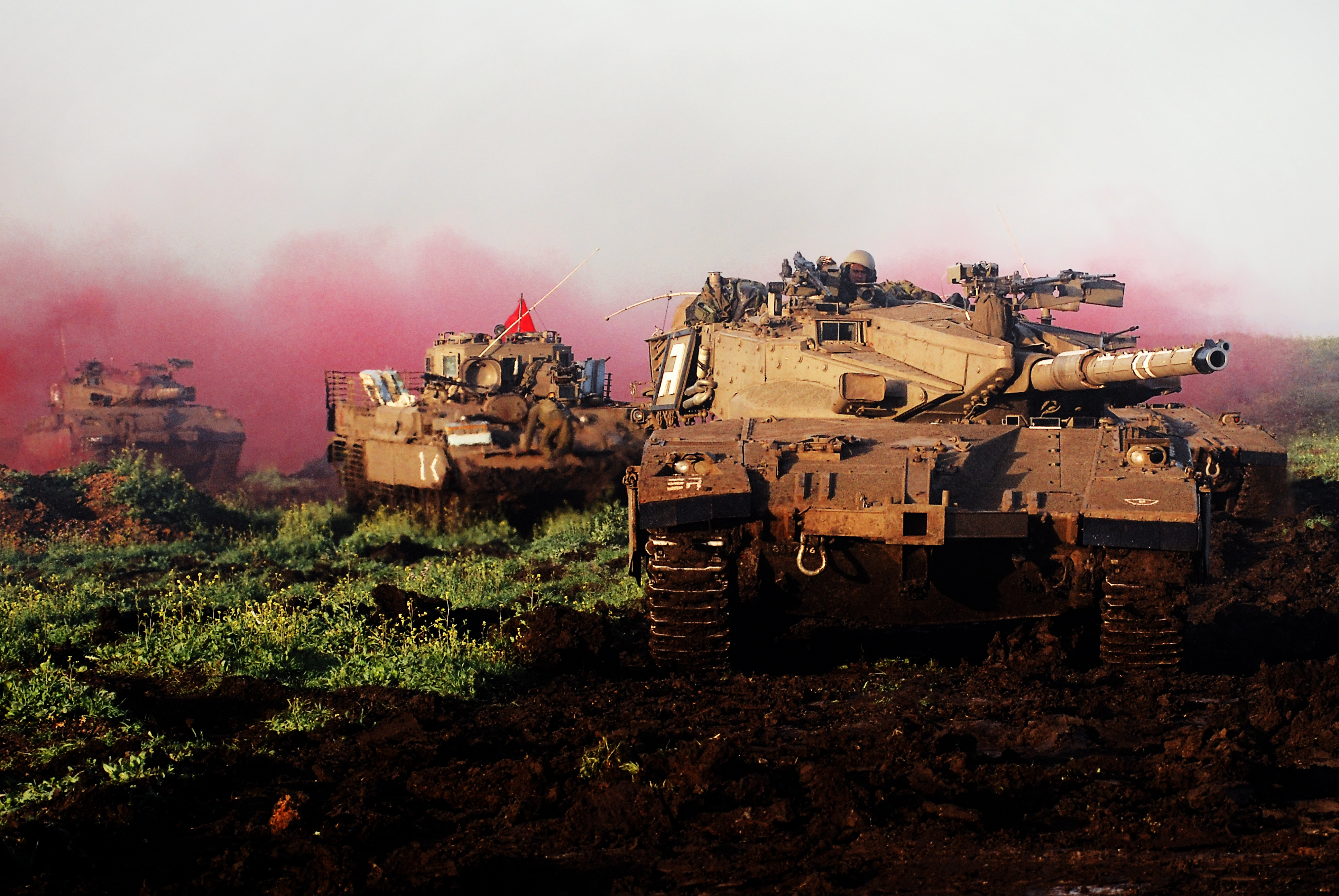
演習中の第77戦車大隊所属メルカバMk.IIB。発煙弾を使用しているため赤い煙が立っており、中央にナグマホン装甲兵員輸送車がみえる。2009年3月12日。

第77大隊「オズ」は1969年に編成、初実戦となった第四次中東戦争の際にはアビグドール・カハラニ中佐指揮のもと、9月21日にゴラン高原に派遣された。はじめ第188機甲旅団の指揮下に置かれたが、第7機甲旅団がゴラン高原に進出すると第7機甲旅団指揮下に戻り「涙の谷」での戦闘に参加したほか、シリア領での作戦にも参加した（カハラニはイスラエル最高位の勲章である武勇記章を授与された）。
現在、第77戦車大隊は3個戦車中隊からなる。
- 本部中隊
  - 「バルカン」戦車中隊
  - 「グラマー」戦車中隊
  - 「ヘルモン」戦車中隊
  - 機械化歩兵A中隊（予備役）

### 第82戦車大隊
第82大隊はマハル・イルグン・レヒ等様々な経歴の兵士を寄せ集め、第8旅団第2大隊（大隊ナンバーが82なのはそのため）として編成された。
1948年8月には第7旅団に第9大隊として編入された。
第二次中東戦争時、第82大隊はアブラハム・アダン中佐によって指揮され、M1シャーマン、M50スーパーシャーマンを装備し、アブ・アゲイラ攻防戦に参加した。
1968年3月にはカラメ作戦に参加した。

## 歴代旅団長
旅団長には大佐が就く。イスラエル・タルやアブラハム・アダンなど、有名な将校も多い。
| 代 | 氏名                                                                                         | 着任       | 離任       | 補足事項                                                                               |
| -- | -------------------------------------------------------------------------------------------- | ---------- | ---------- | -------------------------------------------------------------------------------------- |
| 1  | シュロモ・シャミール שלמה שמיר Shlomo Shamir                                                 | 1948年5月  | 1948年7月  | 第一次中東戦争時の旅団長 のち空軍・海軍司令官                                          |
| 2  | ベンヤミン・ダンケルマン בנימין דונקלמן Benjamin Dunkelman                                   | 1948年7月  | 1949年7月  | カナダからのマハル 第一次中東戦争時の旅団長                                            |
| 3  | ヨセフ（ジョー）・エイタン יוסף (ג'ו) איתן Yosef (Joe) Eitan                                 | 1949年7月  | 1950年7月  |                                                                                        |
| 4  | シュムエル・ゴダール שמואל גוֹדֵר Shmuel Goder                                                 | 1950年7月  | 1953年8月  |                                                                                        |
| 5  | イツハク・ピュンダック יצחק פונדק Yitzhak Pundak                                             | 1954年4月  | 1955年10月 |                                                                                        |
| 6  | ウーリ・ベン＝アリ אורי בן ארי Uri Ben-Ari                                                   | 1955年10月 | 1956年12月 | 第二次中東戦争時の旅団長 第四次中東戦争時南部軍参謀長                                  |
| 7  | アハロン（オレク）・ナハション אהרון (אולק) נחשון Aharon (Olek) Nachshon                     | 1956年12月 | 1958年3月  |                                                                                        |
| 8  | ダビッド・エラザール דוד (דדו) אלעזר David (Dado) Elazar                                     | 1958年12月 | 1959年4月  | 第三次中東戦争時北部軍司令官 第四次中東戦争時参謀総長                                  |
| 9  | イスラエル（タリク）・タル ישראל (טַליק) טל Israel (Talik) Tal                                | 1959年4月  | 1960年4月  | のち機甲総監・参謀次長・メルカバ開発に参加 第三次中東戦争時師団長                      |
| 10 | アリエ・シェイカー אריה שחר Arye Shakhar                                                     | 1960年4月  | 1961年7月  | 第四次中東戦争時第146予備役機甲師団副師団長                                            |
| 11 | アブラハム（ブレン）・アダン אברהם (בְּרֶן) אדן Avraham (Bren) Adan                             | 1961年7月  | 1963年1月  | 第二次中東戦争時旅団所属戦車大隊長 のち機甲総監・第四次中東戦争時第162予備役機甲師団長 |
| 12 | ヘルツル・シャフィール הרצל שפיר Herzl Shafir                                                | 1963年1月  | 1964年12月 | 1972–1974年人事科総監 1976-1978年南部方面軍司令官                                      |
| 13 | シュロモ・ラハット שלמה להט Shlomo Lahat                                                     | 1965年1月  | 1966年5月  | のち人事科総監                                                                         |
| 14 | シュムエル（シュムリク）・ゴネン שמואל (גורודיש) גונן Shmuel (Shmulik) Gonen                 | 1966年6月  | 1969年6月  | 第三次中東戦争時の旅団長 第四次中東戦争時南部方面軍司令官                              |
| 15 | ヤーコブ（ジャッキー）・エベン יעקב (ג'קי) אבן Ya'akov (Jackie) Even                         | 1969年6月  | 1971年6月  | 1980-1983年国立安全保障大学学長                                                        |
| 16 | ガブリエル（ガビ）・アミール גבריאל (גבי) עמיר Gabriel (Gabi) Amir                           | 1971年6月  | 1972年9月  | 第四次中東戦争時第401機甲旅団長                                                        |
| 17 | アビグドール（ヤヌーシュ）・ベン＝ガル אביגדור (יאנוש) בן-גל Avigdor (Yanoush) Ben-Gal       | 1972年9月  | 1974年2月  | 第四次中東戦争時の旅団長 のち北部軍司令官                                              |
| 18 | オリ・オル（ウリ・オルとも） אורי אור Ori Or(Uri Or)                                         | 1974年2月  | 1975年12月 |                                                                                        |
| 19 | アビグドール・カハラニ אביגדור קהלני Avigdor Kahalani                                        | 1975年12月 | 1977年10月 |                                                                                        |
| 20 | ヨセフ（ヨッシ）・ベンハナン יוסף (יוסי) בן חנן Yosef (Yossi) Ben-Hanan                      | 1977年10月 | 1979年6月  | 1990-1998年国立安全保障大学学長                                                        |
| 21 | ネタネル（ナティ）・ゴラン נתנאל (נתי) גולן Netanel (Nati) Golan                             | 1979年6月  | 1981年3月  | 第三次中東戦争時に武勇記章授与                                                         |
| 22 | エイタン（カウリー）・ケナン איתן (קאולי) קינן Eitan (Cowley) Keenan                         | 1981年3月  | 1982年9月  | 第1次レバノン戦争時の旅団長                                                            |
| 23 | メイア・ザミール מאיר זמיר Meir Zamir                                                        | 1982年9月  | 1984年2月  |                                                                                        |
| 24 | ラファエル（ラフィ）・ノイ רפאל (רפי) נוי Rafael (Rafi) Noy                                  | 1984年5月  | 1985年9月  |                                                                                        |
| 25 | エミ・パラント（アブラハム・パラントとも） (אמי פלנט (אברהם כוכב Emi Palant (Avraham Palant) | 1985年9月  | 1987年5月  |                                                                                        |
| 26 | エフライム・ラオール אפרים לאור Efraim Laor                                                  | 1987年5月  | 1988年11月 |                                                                                        |
| 27 | ドビク・タル（ローゼンタールとも） (דוביק טל (רוזנטל Dubik Tal (Rosenthal)                   | 1988年11月 | 1990年7月  |                                                                                        |
| 28 | ツビ（ツビカ）・ゲンデルマン צבי (צביקה) גנדלמן Zvi"Zvika" Gendelman                         | 1990年7月  | 1992年1月  | 2015年現在ハデラ市長                                                                   |
| 29 | イツハク（ハキ）・ハレル יצחק (חקי) הראל Yitzhak (Haki) Harel                                | 1992年1月  | 1993年10月 |                                                                                        |
| 30 | ガアション・ハコーヘン גרשון הכהן Gershon Hacohen                                            | 1993年10月 | 1995年8月  |                                                                                        |
| 31 | ダン・ビトン דן ביטון Dan Biton                                                              | 1995年8月  | 1997年8月  |                                                                                        |
| 32 | シュムエル（シュムリク）・ローゼンタール שמואל (שמוליק) רוזנטל Shmuel (Shmulik) Rosenthal    | 1997年8月  | 1999年4月  |                                                                                        |
| 33 | ヤーコヴ・アヤシュ יעקב אייש Ya'akov Ayash                                                   | 1999年4月  | 2001年7月  |                                                                                        |
| 34 | ハルツィ・ルードイ חלוצי רודוי Halutzi Rudoy                                                 | 2001年7月  | 2003年8月  |                                                                                        |
| 35 | エヤル・ザミール אייל זמיר Eyal Zamir                                                        | 2003年8月  | 2005年9月  |                                                                                        |
| 36 | アムノン・エシェル אמנון אשל Amnon Eshel                                                     | 2005年9月  | 2007年8月  |                                                                                        |
| 37 | ロイ・エルカヴェッツ רועי אלקבץ Ro'i Elkavetz                                                | 2007年8月  | 2009年5月  |                                                                                        |
| 38 | ヤーコブ・バンジョー יעקב בנג'ו Ya'akov Banjo                                                | 2009年5月  | 2011年7月  |                                                                                        |
| 39 | オデット・ビショック עודד בסיוק Oded Basyuk                                                  | 2011年7月  | 2013年6月  |                                                                                        |
| 40 | ナダヴ・ロータン נדב לוטן Nadav Lotan                                                        | 2013年6月  | 2015年7月  |                                                                                        |
| 41 | ダン・ニューマン דן נוימן Dan Neumann                                                        | 2015年7月  | 現職       | 2015年現在の旅団長 第二次レバノン戦争に参加                                            |